# جده حراسیس
جده حراسیس (به عربی:  جدة الحراسیس ) نام صحرایی است در استان منطقه شرقی از توابع کشور پادشاهی عمان، ویکی از (نقاط دیدنی سلطنت عمان) به‌شمار می‌آیند. این صحرای پهناور در منطقه شرقی واقع شده‌است. صحرای جده حراسیس در سمت مغرب رمال آل وهیبه واقع شده‌است. سرزمینی صخری وپهناور که عرض آن در حدود ۲۵۰ کیلومتر می‌باشد. در این صحرای پهناور دره‌های متعددی وجود دارد که در هنگام باران طغیان می‌کند، جریان این دره‌ها از سوی شمال رو به سوی جنوب است مانند دره وادی حلفین و وادی عندام.

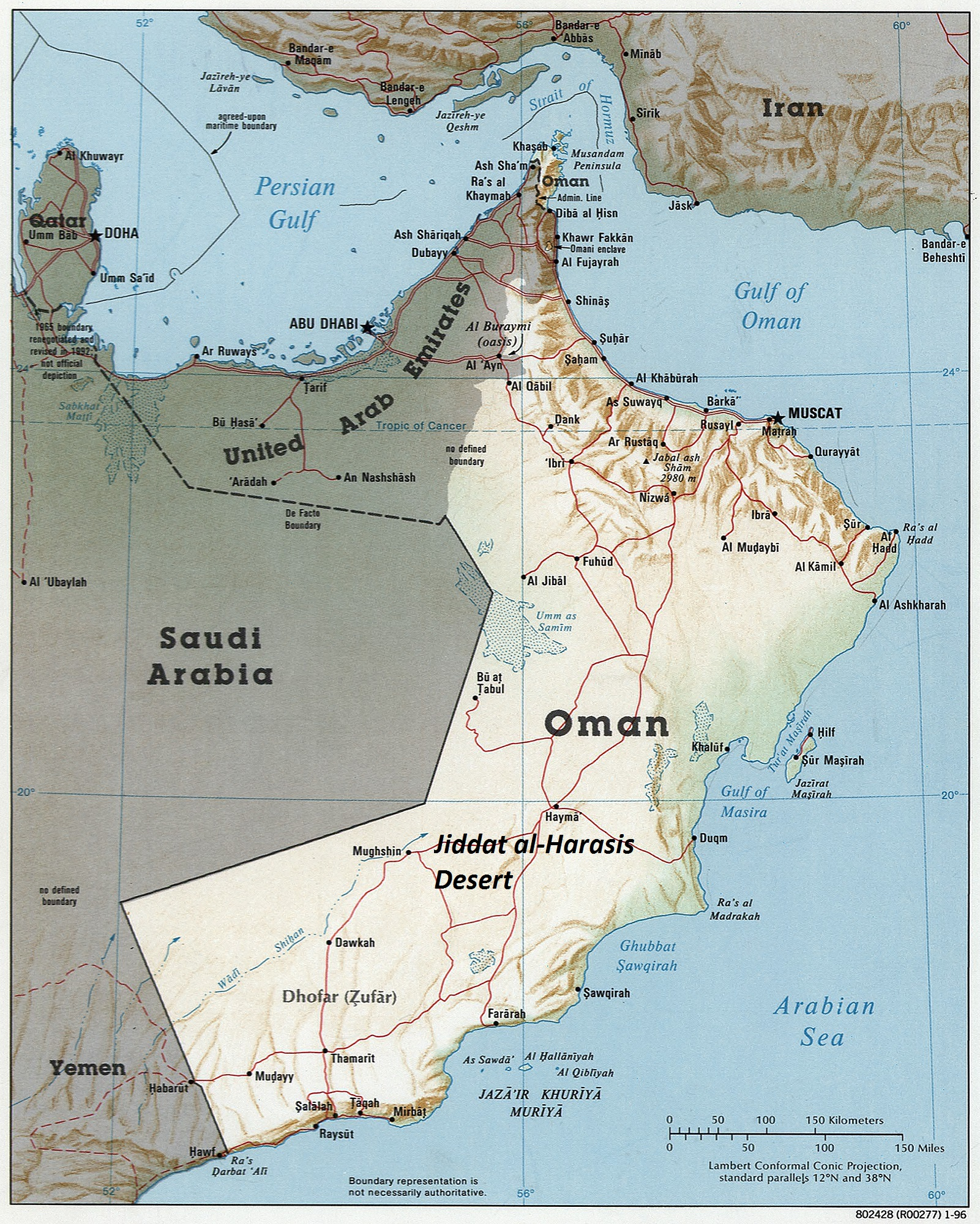
جایگاه در نقشه

## حیات وحش
در صحرای گستردهٔ جده حراسیس، حیات وحش گوناگونی وجود دارد. این منطقه به‌دلیل ویژگی‌های خاص توپوگرافی، شامل طیف وسیعی از پستانداران است، مثل بز، قوچ، میش، پلنگ، گرگ، شغال، روباه، آهو، مهای عربی، گاو وحشی، خرگوش و دیگر جانوران محلی که در این منطقه زندگی می‌کنند. همچنین وجود ۶۰ گونه پرنده که ۱۹ گونهٔ آن حمایت‌شده هستند.
از سمت مشرق این صحرای پهناور، دریای عرب و خلیج عمان، و از سمت جنوبش تپه‌ماهورها، و از سمت مغربش صحرای مشهور ربع‌الخالی واقع شده‌است.